# Pace di Étaples
La pace di Étaples fu firmata ad Étaples (Francia settentrionale) tra i re Carlo VIII di Francia ed Enrico VII d'Inghilterra il 3 novembre 1492.

## Storia

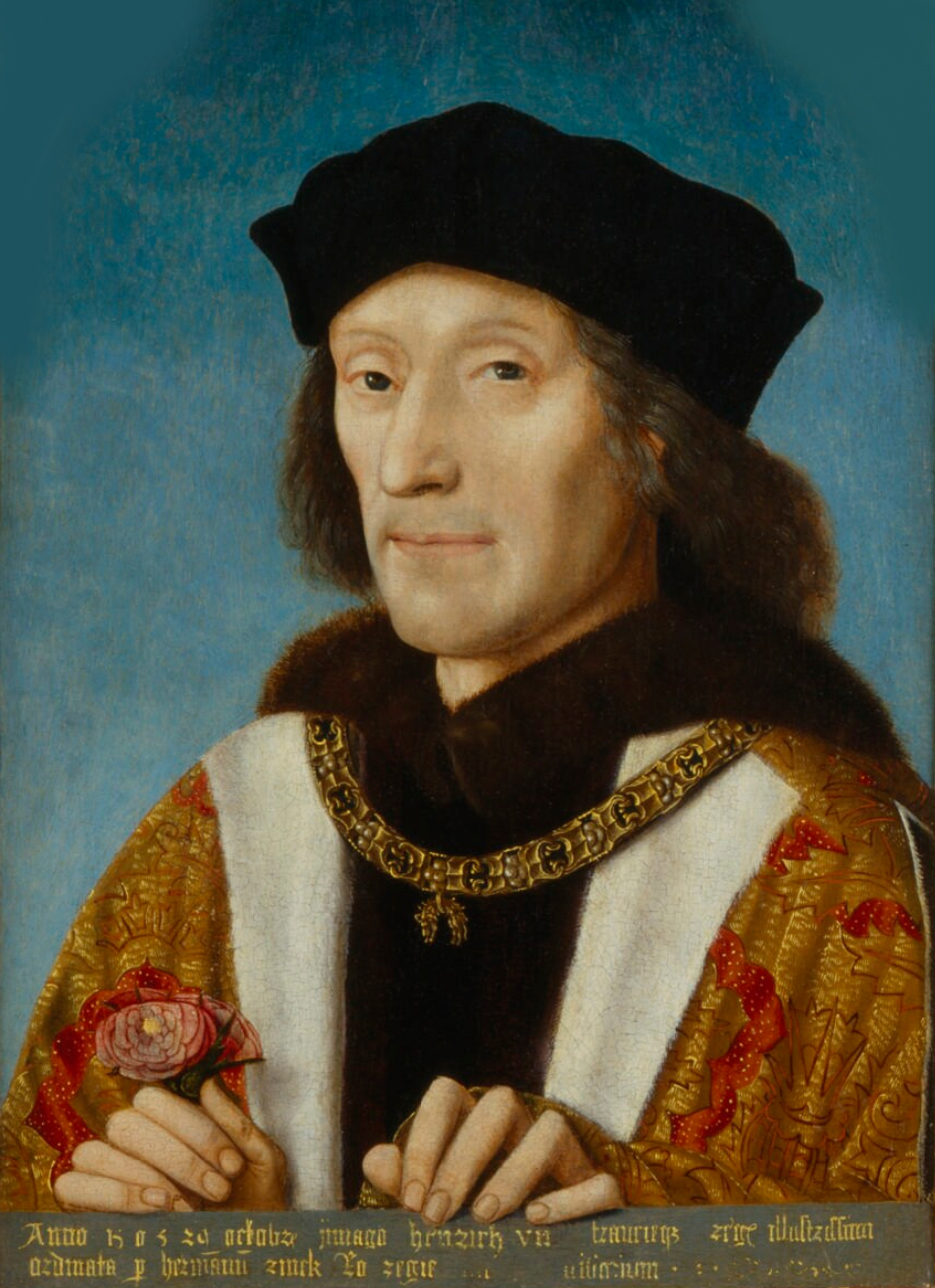
Enrico VII d'Inghilterra

Il trattato serviva per porre fine ad un'invasione inglese della Francia, lanciata per fermare il supporto di quest'ultima al pretendente Perkin Warbeck. Con questo trattato, la Francia concordava di espellere Warbeck e di pagare l'Inghilterra un'indennità di 159.000 sterline. Il trattato fu ratificato in dicembre.
I termini del trattato includevano l'accettazione da parte inglese del controllo francese della Ducato di Bretagna, la fine del supporto francese a Warbeck e un'indennità di guerra di 742.000 corone, pagabile in 50.000 corone annue. Ciò aumentò le entrate di Enrico VII almeno della metà.
Il trattato poteva essere interpretato con un successo spettacolare, un'incursione militare inglese aveva forzato la Francia a far causa per la pace, presentandolo come un rinvigorimento delle forze inglesi. L'abbandono della causa di Warbeck rimosse uno dei nemici principali di Enrico VII. D'altro canto, il re inglese aveva abbandonato i bretoni e si ristabilì la situazione ratificata nel Trattato di Redon. Comunque, Enrico VII mantenne sempre un alleato politico e commerciale in funzione antifrancese mantenendo con la Spagna il Trattato di Medina del Campo del 1489, per cui non fu così preoccupato della perdita della Bretagna come partner commerciale da quando il trattato spagnolo permise al re inglese di ottenere un reddito notevole. Dopo il 1492 ci fu un riavvicinamento tra Inghilterra e Francia. Questo miglioramento continuò fino alla fine del regno di Enrico VII.